# Nassira el-Salwi bint Mohammed el-Heyba
Nassira el-Salwi bint Mohammed el-Heyba, död efter 1679/1690, var en av hustrurna till sultan Ismail av Marocko (regent 1672-1727).
Det finns olika versioner av hennes ursprung. En säger att hon var dotter till emiren av Brakna, Mohammed el-Heyba ould Normach, ur Mghafra-stammen. Hon var därmed kusin till Khanatha bint Bakkar.
En version säger att hon var en Hassan-prinsessa. Denna prinsessa gifte sig med Ismail 1690, sedan han hade besegrat henne i en duell i utbyte mot ett giftermål som skulle säkra hennes stam som tributstam till Marocko. 